# Nikanoria zoe
Nikanoria zoe är en stekelart som beskrevs av Zerova 1995. Nikanoria zoe ingår i släktet Nikanoria och familjen kragglanssteklar.
Artens utbredningsområde är:
- Kazakstan.
- Turkmenistan.

Inga underarter finns listade i Catalogue of Life.